# Apanteles sonani
Apanteles sonani är en stekelart som beskrevs av Watanabe 1932. Apanteles sonani ingår i släktet Apanteles och familjen bracksteklar. Inga underarter finns listade i Catalogue of Life.